# Patricia Paquin
Pour les articles homonymes, voir Paquin.
 (décembre 2017).
Si vous disposez d'ouvrages ou d'articles de référence ou si vous connaissez des sites web de qualité traitant du thème abordé ici, merci de compléter l'article en donnant les références utiles à sa vérifiabilité et en les liant à la section « Notes et références ».
Patricia Paquin, née le 25 octobre 1968, est une personnalité de la télévision québécoise.

## Biographie
C’est grâce au téléroman Chambres en ville, diffusée de 1989 à 1996, que sa carrière prend son envol.
Elle anima pendant 12 ans, de 1994 à 2006, l'émission culturelle Flash sur les ondes de TQS.
Elle a animé le retour à la maison au côté de Sébastien Benoît sur le 105.7 RYTHME FM de 2006 à 2012.
De plus, elle a été à la tête du magazine MOI&CIE, de 2006 à 2015.
Pendant deux ans, elle a fait le tour du Québec avec le spectacle « Les Ex » avec son ex-conjoint Mathieu Gratton.
À Moi & Cie Télé, elle a animé l’émission « Par ici la sortie » de 2012 à 2015.
De 2015 à 2019, elle a animé à ROUGE 107,3 les émissions Patricia Paquin le weekend et Le Tapis Rouge avec ses amis Manuel Hurtubise et Jessica Barker.
En 2022, elle anima durant l'été, l’émission matinale de Rythme 105,7 avec Éric Nolin et Philippe Laprise. 2022-2024, coanimation de l’émission du midi Les Filles du lunch avec Marie-Ève Janvier.
Septembre 2024, début de la tournée  les EXséparables avec son ex Mathieu  Gratton ainsi que leur fils Benjamin Gratton. Accompagnés de Ghyslain Dufresne, ils font le tour du Québec.
Elle a été porte-parole du « vélotour » pour la Société canadienne de la sclérose en plaques pendant 15 ans. Elle a coanimé, pendant 13 années, le téléthon Opération Enfant Soleil.
Patricia Paquin est récipiendaire de deux trophées Métrostar/Artis et a également obtenu un prix Gémeaux.

## Vie privée
Le 2 octobre 2001, elle donne naissance à Benjamin Gratton, issu de son union avec l'humoriste Mathieu Gratton. Son fils se révèle avoir un trouble envahissant du développement. Son implication est active au sein de la cause de l'autisme, contribuant avec beaucoup de succès à le démystifier auprès de la population.
Elle est désormais en couple avec le chef Louis-François Marcotte.
Ils sont mariés depuis le 28 juin 2014 et ont deux enfants ensemble : Gabriel, né le 11 septembre 2010 et Florence, née le 13 février 2015.
Elle et son conjoint sont désormais propriétaire (2019-) du café/comptoir Chez Cheval à Mont-Saint-Hilaire et depuis (2023-)d’une deuxième succursale à Ste-Julie.
Le processus d'ouverture et le déménagement du couple vers la campagne peut être visionné avec les 25 capsules de "On change d'air" sur l'Extra de ICI TOU.TV

## Carrière
- 1980 : Le Mystère de St-Chorlu (film franco-canadien)
- 1980 - 1988 : Mannequin pour divers publications (Zellers, La baie, Greenberg, Simpson, Eaton, etc.)
- 1989 - 1996 : Chambres en ville
- 1992 : Gymtonik (Canal Famille)
- 1992 - 1994 : Moi j'décroche pas (Pièce de théâtre)
- 1992 - 1997 : 0340 (Radio-Canada)
- 1992: Livraison Spécial (Radio-Canada)
- 1998: Change d'air (radio-Canada)
- 1991 - 2004 : Opération Enfant Soleil
- 1994 : Star Plus (TVA)
- 1994 - 2006 : Flash (TQS)
- 2006 -2012 : Le Retour à la maison à Rythme FM 105.7
- 2006-2015 : Magazine Moi et Cie
- 2007-2008 : Les Ex (Spectacle d'humour avec Mathieu Gratton)
- 2012-2015 : Par ici la sortie (Moi et Cie télé)
- 2015-2017 : Patricia Paquin le weekend, Rouge FM 107.3
- 2016- 2018: Partenaire pour la Gamme Èle par ELLE R COSMÉTIQUES
- 2017-2019: Le tapis rouge, Rouge 107.3 FM
- 2019-2020: On change d'air, TOU.TV
- 2022-2024 : Les Filles du lunch, Rythme FM
- 2024 Sortez moi d’ici (TVA)
- 2024 L’épreuve des mots, (Télé-Québec)
- 2024- Les EXséparables (Spectacle humoristique)

## Récompenses
- 1996 : MétroStar - Animatrice culturelle
- 1996 : Gémeaux - Animatrice culturelle
- 1997 : MétroStar - Animatrice culturelle